# Нессет
Нессет (норв. Nesset) — коммуна в губернии Мёре-ог-Ромсдал в Норвегии.
Административный центр коммуны — город Эидсвог. Официальный язык коммуны — нюнорск. Население коммуны — 3061 чел. (2007), площадь — 1046,22 км², код-идентификатор — 1543.
В районе Нессета находится один из крупнейших водопадов Норвегии — Мардалсфоссен.

## Население

Динамика изменения населения коммуны Нессет